# 과학기술위성
과학기술위성은 과학 관측 등을 목적으로 개발하는 대한민국의 인공위성이다.

## 과학기술위성 시리즈
- 과학기술위성 1호
- 과학기술위성 2호
- 과학기술위성 3호